# Nchinchege jezik
Nchinchege jezik (ISO 639-3: ncq; povučen), nekad priznati jezik koji jwe bio klasificiran u sjeverozapadne bantu jezike u zoni B, i podskupini teke (B.70). Ovaj naziv označava jedno Bantu pleme između rijeke Leketi i granice Gabona u Kongu čija populavija iznosi oko 2.700.
Jezik je izgubio priznanje jer, kako se navodi, nije utvrđeno da je ikad postojao.

## Vanjske poveznice
- Ethnologue (14th)